# Proyecto Minuteman
La palabra Minuteman o Minutemen tiene su origen en la fundación de Estados Unidos en los tiempos de las Trece Colonias, a la llegada de los ingleses al continente americano. La palabra quiere decir hombres al minuto, dando a entender que en esos tiempos de colonización, tenían una milicia de extranjeros, o nacidos de primera generación europea, listos para pelear por las tierras ya ganadas a los nativos, así les avisaran en cuestión de minutos. El término también se ha asociado con varias unidades militares del ejército estadounidense, en honor a las victorias de los minuteman originales. Con estas mismas premisas, un grupo de ciudadanos estadounidenses concibieron el Proyecto Minuteman, en abril de 2005 para disuadir y bloquear las travesías de indocumentados por la frontera de Estados Unidos y México.

Además de vigilar físicamente la frontera, se unen en protesta política y a otras formas de activismo contra las manifestaciones cívicas de hispanos estadounidenses en las calles. El proyecto se ha ampliado para incluir la frontera común entre Estados Unidos y Canadá.
El nombre viene de los Minutemen que lucharon en la revolución estadounidense en el siglo XVIII. El director principal del grupo es Jim Gilchrist, con Chris Simcox como portavoz. Se describe como “ciudadanos unidos para el monitoreo de nuestra frontera”.

## Historial
Debido al ataque de las Torres Gemelas en Nueva York el 11 de septiembre del 2001, (Atentados del 11 de septiembre de 2001), la nación estadounidense, preocupada por el terrorismo del que fueron objetos, empezó a crear leyes contra la inmigración ilegal, principalmente para proteger la frontera de ataques terroristas que pudiesen venir de México. Es por este motivo que se han dedicado millones de dólares para reforzar su frontera sur, alegando una supuesta amenaza a la seguridad nacional.
El Proyecto Minuteman es una organización activista iniciada en abril de 2005 por un grupo de particulares en los Estados Unidos para monitorear el flujo de inmigrantes ilegales en la frontera entre México y Estados Unidos. Cofundado por Jim Gilchrist, el nombre deriva de los Minutemen que lucharon en la Revolución Americana. El Proyecto Minuteman se describe a sí mismo como "Un proyecto de Vigilancia Vecinal de los ciudadanos en nuestra frontera", y ha atraído la atención de los medios sobre la inmigración ilegal. El proyecto generó controversia, provocando críticas del expresidente mexicano Vicente Fox y el expresidente George W. Bush, quienes expresaron su disgusto por los proyectos fronterizos "vigilantes".
El 2 de abril del 2005, los voluntarios del proyecto Minuteman cerca de Naco reportaron a 18 personas como inmigrantes ilegales, dando por resultado que los que cruzaban la frontera fueran arrestados por las autoridades estadounidenses. El 6 de abril de 2005, habían colocado a 531 voluntarios en la región patrullada.
El 20 de abril de 2006, Gilchrist y el proyecto Minuteman publicaron un ultimátum público a Bush declarando un estado de emergencia nacional y el despliegue de la Guardia Nacional y las reservas militares (y que comenzara a construir una cerca de seguridad en la frontera) antes del 25 de mayo. "El fin de semana del día conmemorativo, vamos a decir basta y vamos a comenzar a ayudar a los terratenientes (a lo largo de la frontera estadounidense-mexicana) y a construir una cerca doble de seguridad a lo largo de las propiedades, porque el gobierno federal rechaza protegerlas".
Los Minutemen habían comenzado a vender limonada y a cocer galletas en Arizona, Nuevo México, Wisconsin y Texas para recolectar dinero para el proyecto.
En otra parte, un grupo estaba construyendo una cerca con características privadas a lo largo de la frontera estadounidense en Palominas (Arizona), Estados Unidos-México con el permiso de seis dueños.

### Ayuda para el proyecto Minuteman
El 28 de abril de 2005, el gobernador Arnold Schwarzenegger de California elogió al proyecto Minuteman durante una entrevista en “el show de John y Ken” en la estación de radio KFI de Los Ángeles, al decir que el grupo había estado haciendo “un trabajo fabuloso”. 
Él reiteró sus comentarios de apoyo el día siguiente, diciendo que los Minutemen serían bienvenidos a patrullar la frontera entre California y México.
En un intercambio durante una entrevista de noticias de la cadena FOX NEWS con su anfitrión Alan Colmes y el miembro Ted Hayes, Colmes de los Minutemen dijo que los “críticos de la defensa civil de los Minutemen han etiquetado a menudo sus esfuerzos de asegurar la frontera de los EE.UU. con México como discriminatorio contra la gente del color (dígase indocumentados).” Hayes, un Afroamericano lo contradijo, diciendo que la inmigración indocumentada dañaba a todos los ciudadanos americanos, particularmente a esos del extremo inferior de la escala socioeconómica, las minorías, y las demandas de muchos afroamericanos apoyan a Minutemen (según sus palabras) y que tienen muchos miembros afroamericanos,
entre sus filas tienen gente latinoamericana, como cubanos, puertorriqueños y mexicoamericanos, así como ingleses y otros europeos que se hicieron ciudadanos estadounidenses.

### Oposición al proyecto Minuteman
El proyecto ha generado controversia y el entonces presidente mexicano Vicente Fox criticó al grupo. 
El Presidente Bush, mientras tanto, los criticó como "vigilantes" fronterizos (ver Movimiento de Milicias en EE. UU.).
Los partidarios intentan asegurar al público que el grupo solamente reporta los incidentes a los cuerpos judiciales, y supuestamente no se enfrentan directamente con los inmigrantes aunque esto está en disputa. 
Los voluntarios catalogan su movimiento como un llamado a la atención de la inmigración indocumentada en los EE. UU.
Hay un procedimiento de funcionamiento estándar terminante (SOP) que se debe seguir por los voluntarios de los Minutemen. 
Las reglas incluyen el discurso a, no acercarse, no gesticular hacia o no tener contacto físico de cualquier índole con los sospechosos que cruzan la frontera que puedan ver.
Héctor Carreón, un indígena separatista de la Nación de Aztlán, escribe, “los Minutemen han demostrado ser solamente una cuadrilla de racistas contra-mexicanos y sus acciones tienen el potencial de enajenar a México, a su gobierno y a los millones de americanos de trasfondo mexicano.” 
En diciembre de 2005, Gilchrist entregó el liderazgo de los Minutemen de California (CMM) y de la federación de vigilantes de la frontera (BWF) a su hijo, Mike Chase.
Los reclutas, las operaciones y la influencia de los Minutemen de California fueron ampliados rápidamente, y en el North county times se quejaron de la postulación de Mike Chase al comité de dirección política de la campaña del senador Bill Morrow de California para el asiento del congreso del 50.º distrito desocupado por Randy “duque” Cunningham.

## Contraprotestas en los eventos de los Minuteman
Las significativas protestas contra los Minuteman han incluido a la: 
- Acción Contra-Racista,

- a la RESPUESTA Internacional,

- al Partido Comunista Revolucionario,

- al Partido Laborista Progresivo,

- a la Organización Socialista Internacional,

- a la Organización Food not Bombs,

- los defensores AntiMinutemen,

- al movimiento de la Gente Libre,

- a la coalición del área de la bahía para luchar contra los Minutemen,

- a Coalición Deporten a la Migra,

- a las Boinas Marrones,

- a la Coalición de la Solidaridad Zapatista,

- al Colectivo Marxista Revolucionario de Philadelfia,

- a la Asociación Política Mexico-Americana de Sacramento,

- al Sindicato Marrón,

- a la Orquesta Cobre amarillo de la Liberación,

- al Consorcio chicano,

- a los anarquistas, a sectores liberales libertarios, activistas izquierdistas y activistas antifronteras,

- derechos del inmigrante

El 29 de octubre de 2005, un número de partidarios Minuteman celebraron una reunión fuera del Capitolio del estado en Sacramento. 
Una coalición de los grupos opuestos a la agenda de los Minutemen celebró una contraprotesta. Algunos de los contramanifestantes trataron de traspasar a través de las líneas de la policía para interrumpir la reunión, pero fracasaron. 
Algunas detenciones fueron hechas durante la protesta. 
Los grupos anarquistas implicados en este incidente han hecho alegaciones de brutalidad policial.
El candidato vicepresidencial anterior Peter Camejo estaba también presente.
Otra notable contraprotesta de los Minutemen ocurrió en el Capitolio de los EE. UU.
El 8 de febrero de 2006, con varios legisladores presentes incluyendo Tom Tancredo, un abogado de la reducción de la inmigración y un crítico abierto del programa de trabajadores huéspedes del presidente Bush, tres miembros socialistas nacionales del movimiento se presentaron con camisas y brazales marrones de la esvástica nazi para expresar su descontento con los Minutemen y los contrademostradores de "favorable-amnistía presentes". 
Supuestamente Los Minutemen denuncian a los grupos y a activistas blancos supremacistas que encuentran entre sus miembros y no los permiten en sus filas. 
Bill White portavoz de NSM llamó a los Minutemen “vendidos.” 
Esta contrademonstración recibió la atención internacional de los medios.

## El Incidente de la camiseta
El 6 de abril de 2005, tres miembros del proyecto Minuteman tomaron una foto y vídeo de un joven de 25 años presumiblemente inmigrante indocumentado y que se presentaba con una camiseta como la de él. La camiseta, que también fue usada por el voluntario Bryan Barton, “que decía Bryan Barton me arrestó cuando cruzaba la frontera y todo lo que conseguí fue esta mendiga camiseta.” 
Barton encontró a este hombre llamado José que había estado cerca de una carretera principal mientras que Barton estaba fuera del servicio de patrullaje de la frontera. 
El hombre dijo que él había estado caminando por dos días en el desierto mexicano. 
Creyendo al hombre estar en señal de socorro de la exposición y la carencia de líquidos y de alimento, Barton le dio un tazón de cereales y leche. 
Él entonces entró en contacto con la patrulla fronteriza de los EE. UU. 
Barton le dio la mano a José varias veces, tradujo el español de José para la cámara fotográfica, portando una camiseta indicada con letras que él hizo para conmemorar el acontecimiento, y le dio 20 dólares, mientras que la patrulla fronteriza llegaba y tomó a José en custodia. 
Los críticos del MMP plantearon preguntas sobre el incidente, pero una investigación por la oficina del sheriff del condado Cochise despejó a Barton de cualquier fechoría.
Sin embargo, José demandó que Barton lo había detenido contra su voluntad junto con otros Minutemen. 
Aunque José no presionó cargos criminales, las acciones de Barton llegaron en la prensa en el mejor de los casos como “de imitación”, y por crimen de odio. 
Los activistas de MMP grabaron sus acciones y las fijaron en el Web site del congreso nacional de la campaña de Barton. 
Los organizadores del proyecto, dicen que solo se permite a los voluntarios del proyecto observar a los extranjeros sospechosos y después reportar esas observaciones a la patrulla fronteriza. 
El voluntario de los Minutemen y el líder de MCDC, Chris Simcox, dicen, “las acciones del voluntario eran admirables, justificado e innegablemente humano, pero desafortunadamente comprometieron nuestros procedimientos establecidos y propósito total pasivo de supervisar la frontera. 
Es desafortunado, pero tuvimos que despedirlo de la participación adicional”. 
La ACLU publicó en la prensa referente a este incidente.
Barton puesto que ha lanzado una campaña política para un distrito del congreso de San Diego, y el vídeo del incidente real pueden ser vistos y ser descargados en su sitio de la campaña, este fue el único incidente de esta naturaleza divulgado.

## Organismos de control contra ilegalidades
Los varios representantes de los medios y los observadores de ACLU están también en la zona de la patrulla y procuran observar a los voluntarios de los Minutemen en su labor. 
En California, el estado con la población inmigrante mexicana más grande, la coalición de los derechos humanos de California (HRCC) anunció a su establecimiento y campaña contra el proyecto Minuteman y a amigos de la patrulla de frontera. 
su Presidente Ed Herrera de la coalición de los derechos humanos de California indican: “No creemos que debemos poner el derecho humano y al ser humano, su dignidad simplemente porque son inmigrantes indocumentados; Sobre todo son seres humanos… 
El proyecto del Minuteman no está simplemente concernido por la seguridad nacional y el terrorismo sino que está sobre una preocupación profundamente arraigada de ver un cambio etnocultural en la población estadounidense”.
El HRCC ha estado presente a lo largo de la frontera de los EE. UU./California-México desde la llegada de los Minutemen a California (división A de los amigos de la patrulla fronteriza). 
El centro meridional de la ley de la pobreza también ha publicado los informes que sugieren que el grupo esté atrayendo a muchos individuos con lazos neonazis y a otras organizaciones blancas supremacistas.
Su Presidente Chris Simcox de los Minuteman indica que llevan a cabo chequeos de trasfondo en todos los individuos que apliquen al patrullaje de la frontera. 
Sin embargo, incluso él reconoció en una entrevista de televisión que los chequeos de trasfondo pueden no revelar cada aspecto de un aspirante (es decir si pertenecen a un grupo racista o un grupo de odio). 
Él indicó que “igual que la ley no tiene esa información”.

## El Incidente del Garden Grove
El 25 de mayo de 2005, Gilchrist habló en Garden Grove, California, a la coalición de California para la reforma de la inmigración en el club del jardín de las mujeres de la arboleda.
Según informes aproximadamente 300 manifestantes atendieron la protesta de Gilchrist. 
Hal Netkin, un partidario de los Minuteman que salía del discurso, condujo a través de una muchedumbre de manifestantes que habían rodeado su furgoneta. 
Los manifestantes alegaron que Netkin condujo a través de la muchedumbre, que no le provocaron y atropelló a dos personas. 
Los partidarios de los Minuteman y la policía de la arboleda del jardín dijeron que los manifestantes oscilaron y golpearon el vehículo, y que se cayeron los dos manifestantes mientras que la furgoneta se acercaba. 
Los dos fueron llevados a hospitales locales por lesiones menores, mientras que Netkin fue detenido y sacado temporalmente sin ser citado después. 
Después de la videocinta de repaso del incidente, la policía de la arboleda del jardín dijo que las acciones de Netkin fueron justificadas.
Según el teniente de la policía. Mike Hanfield, “era razonable que él estuviera asustado”.
Los críticos han acusado a policía de parcialidad y de no realizar la justicia por haber sacado a Netkin tan rápidamente. 
Los partidarios han dicho que Netkin no tenía ninguna otra opción debido a las acciones violentas y amenazadoras de los manifestantes.
Arrestaron a cinco manifestantes.
De los cinco manifestantes que fueron arrestados, dos fueron sacados sin cargos y archivados sus casos. Los tres restantes fueron cargados con delitos menores, extendiéndose la detención que resistía a abusar de la policía de caballos.
Los tres restantes también fueron acusados por los delitos de asalto a oficiales de policía con armas mortales, con excepción de las armas de fuego; las armas alegadas fueron latas de soda. Varios meses más adelante, uno de los tres demandados aceptó una petición de súplica.
Los dos demandados restantes están todavía por resolver sus casos.